# Phalera matsumurai
Phalera matsumurai är en fjärilsart som beskrevs av Okano 1959. Phalera matsumurai ingår i släktet Phalera och familjen tandspinnare. Inga underarter finns listade i Catalogue of Life.